# Jaltomata atiquipa
Jaltomata atiquipa är en potatisväxtart som beskrevs av Mione och S.Leiva. Jaltomata atiquipa ingår i släktet jaltomator, och familjen potatisväxter. Inga underarter finns listade i Catalogue of Life.